# Afera Muldera

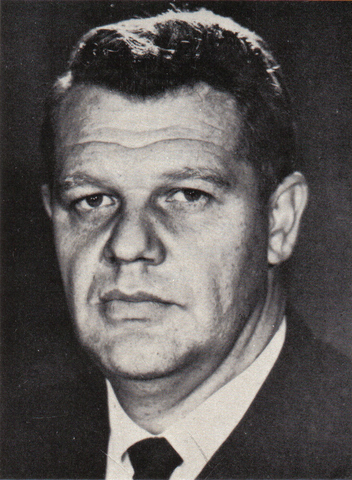
Connie Mulder

Afera Muldera (ang. Muldergate scandal, Information Scandal) – południowoafrykańska afera polityczna z drugiej połowy lat 70. XX wieku.
W aferę zamieszani byli premier (i późniejszy prezydent RPA) Balthazar Vorster, minister informacji Connie Mulder i sekretarz ministerstwa informacji Eschel Rhoodie, którzy zamierzali wykorzystać środki rządowe do zagranicznej akcji propagandowej popierającej politykę apartheidu. W 1973 roku Vorster zaakceptował plan Muldera, dotyczący przeznaczenia 64 milionów randów na projekty propagandowe, w tym łapówki dla światowych agencji prasowych i zakup gazety Washington Star.
Vorster był także zamieszany w przeznaczenie rządowych pieniędzy na założenie gazety The Citizen, której zadaniem było popieranie linii Partii Narodowej.
W połowie 1979 roku specjalna komisja uznała, że Vorster miał pełną wiedzę o nielegalnych operacjach i akceptował je. W efekcie skandalu musiał on ustąpić z funkcji prezydenta Republiki Południowej Afryki.